# Harald Nickel
Harald Nickel (Espelkamp, 1953. július 21. – 2019. augusztus 4.) nyugatnémet válogatott német labdarúgó, csatár.

## Pályafutása

### Klubcsapatban
Az FC Lübbecke korosztályos csapatában kezdte a labdarúgást. 1971–72-ben az Arminia Bielefeld labdarúgója volt. 1972 és 1978 között Belgiumban játszott. Három idényt a Turnhout, egy-egy idényt pedig a Saint-Gilloise, a Kortrijk, majd a Standard de Liège csapatában szerepelt. 1977–78-ban a belga bajnokság gólkirálya lett 22 góllal. 1978–79-ben az Eintracht Braunschweig, 1979 és 1981 között a Borussia Mönchengladbach játékosa volt. Tagja volt az 1979–80-as UEFA-kupa-döntős csapatnak. 1981–82-ben a svájci FC Basel csapatában fejezte be az aktív labdarúgást.

### A válogatottban
1979–80-ban három alkalommal szerepelt a nyugatnémet válogatottban. 1978 és 1980 között öt alkalommal szerepelt a B-válogatottban és három gólt szerzett.

## Sikerei, díjai
Standard de Liège
- Belga bajnokság
  - gólkirály: 1977–78 (22 gól)

 Borussia Mönchengladbach
- UEFA-kupa
  - döntős: 1979–80
  - gólkirály: 1979–80 (7 góllal, holtversenyben)